# Marwan Kenzari
Marwan Kenzari (La Haya, 16 de enero de 1983) es un actor, comediante y personalidad televisiva neerlandesa de ascendencia tunecina. En 2013 ganó el premio del Becerro de Oro como mejor actor del Reino de los Países Bajos.

## Biografía
Kenzari proviene del seno de una familia musulmana proveniente de Túnez, nació el 16 de enero de 1983 en La Haya. Su familia al momento de su nacimiento ya se encontraba radicando permanentemente en Países Bajos.
Desde pequeño sintió atracción por el mundo de las películas, por eso sus padres lo inscribieron en la Maastricht Academy of Dramatic Arts, una de las academia de artes escénicas más reconocida del continente europeo. En la academia es donde formó parte del Amsterdam Theatre Group, y realizó interpretaciones de películas como Angels in America, Opening Night, Roman Tragedies y The Russians. Su constante participación le permitió al grupo realizar giras por Moscú, Londres, Viena y Nueva York.

## Carrera

### Dentro de Países Bajos
En su juventud una pareja de esa época lo inscribió en un certamen para participar en la versión neerlandesa del musical Chicago. Esto le permitió debutar como actor en la cinta nacional de Het zusje van Katia (2003), sus siguientes actuaciones fue en Loft (2010), Rabat (2011) y Wolf (2013), esta última es lo que le hizo ganar el Becerro de Oro del  Festival de Cine de los Países Bajos.

### Fuera de Países Bajos
Su primer rodaje internacional fue en Collide de 2016, en donde conoció a Anthony Hopkins, Ben Kingsley y Felicity Jones. Ese mismo año fue contratado para Ben-Hur y The Promise. Al siguiente año fue contratado en La momia, Siete hermanas y Asesinato en el Expreso de Oriente. Para 2019 seleccionado para interpretar al villano épico de Jafar, de la película Aladdín.